# 北海道道268号岩内蘭越線
北海道道268号岩内蘭越線（ほっかいどうどう268ごう いわないらんこしせん）は、北海道岩内郡岩内町と磯谷郡蘭越町を結ぶ一般道道（北海道道）である。冬期通行止め区間がある。

## 概要

### 路線データ
- 起点：北海道岩内郡岩内町字高台（北海道道66号岩内洞爺線起点）
- 終点：北海道磯谷郡蘭越町字豊国（北海道道229号北尻別蘭越停車場線交点）
- 総延長：31.084 km
- 実延長：16.816 km
- 重用延長：14.268 km

### 道路管理者
- 後志総合振興局 小樽建設管理部 共和出張所
- 後志総合振興局 小樽建設管理部 蘭越出張所

## 歴史
- 1957年（昭和32年）7月25日 - 198号として路線認定[1]。
- 1994年（平成6年）10月1日 - 路線番号を268号に変更[2]。

この路線の前身は、1944年（昭和19年）11月25日に認定された準地方費道149号岩内港蘭越停車場線の一部区間である。

## 路線状況

### 重複区間
- 北海道道66号岩内洞爺線（岩内町字高台〔起点〕 - 共和町老古美）

### 冬期交通規制（通行止め）
- 共和町老古美（ゲート、北海道道66号岩内洞爺線交点） - 蘭越町字新見1（新見温泉ゲート）
区間延長：7.0 km

### 道路施設

#### 主な橋梁
- 湯の川橋（11 m、ペンケ目国内川、蘭越町新見）
- 中の川橋（18 m、タカの沢川、蘭越町新見）

#### 常設型ゲート
- ゲート（共和町老古美、北海道道66号岩内洞爺線交点）
- 新見温泉ゲート（蘭越町字新見1）

## 地理

### 通過する自治体
- 後志総合振興局
  - 岩内郡岩内町
  - 岩内郡共和町
  - 磯谷郡蘭越町

### 交差する道路
共和町
- 北海道道66号岩内洞爺線 - 老古美（重複）

蘭越町
- 北海道道229号北尻別蘭越停車場線 - 豊国（終点）

※岩内洞爺線との重複区間は省略。

### 主な峠
- 新見峠（標高747 m）＝共和町老古美 - 蘭越町字新見